# Cassandre Beaugrand
Cassandre Beaugrand (Livry-Gargan, 23 de maio de 1997) é uma triatleta profissional francesa. 

## Carreira
Cassandre Beaugrand disputou os Jogos do Rio 2016, terminando em 30.º lugar com o tempo de 2:02:18.  Em 2024, conquistou o ouro no individual nos Jogos Olímpicos em Paris.